# 圣索非亚堂 (威尼斯)
圣索非亚堂（Chiesa di Santa Sofia）是一座罗马天主教教堂，位于意大利威尼斯卡纳雷吉欧区。
威尼斯的一座木制圣索非亚堂被记载在886年的编年史中。 该教堂的历史可以追溯到古索尼的贵族家族在11世纪的最初惠顾。建筑始于1020年，它似乎在威尼斯的1105年大火中幸存下来。 重大重建发生在1507-1534年。17世纪后期重建的建筑师是安东尼奥·加斯帕里。 
19世纪在威尼斯建造新街时，教堂的长度减少了。在拿破仑统治下，教堂被取缔，改为一个仓库。1836年，该堂从犹太人手中赎回，并重新祝圣。目前，教堂的立面和钟楼的下部被一排建筑物遮挡。
内部装饰比过去要少。委罗内塞的“最后的晚餐”最初位于通向祭衣间的门口。在其对面是提香的“圣母降生”。圣伯多禄门上方，曾有丁托列托的“钉十字架”。讲坛上曾有丁托列托的“圣母的婚姻”。
在1836年后，教堂规模减小，堂内仍有“圣母和圣人”、“帕多瓦圣安东尼”、“圣殿里的基督”等画作。